# Bekymmersrynka
Bekymmersrynkor kallas de vanligtvis vertikala rynkor som kan uppstå i glabellan – pannans nedre del samt mellan ögonbrynen. Dessa rynkor utvecklas vid varierande ålder som ett resultat av användning av de muskler som är belägna i området. Rynkornas placering är anledningen till att de kallas just bekymmersrynkor.
Rynkorna kan minskas med hjälp av botoxinjektioner. Injektion av botuliniumtoxin medför lokal muskelavslappning vid injektionsstället. Effekten av injektionen är som störst efter två veckor, och varar 3 till 4 månader innan musklerna återfår sin funktion.